# The Fatal Hour (film, 1920)
Pour plus de détails, voir Fiche technique et Distribution.
The Fatal Hour est un film américain réalisé par George W. Terwilliger, sorti en 1920.

## Synopsis
À la mort du Marquis de Deerminister, c'est son neveu Nigel Villiers qui doit normalement hériter du titre, mais Jim Callender, un ennemi de Nigel, cherche à l'en priver. Callender va demander l'aide de Lord Dolly, un oncle de Nigel, qui va chercher à prouver que lorsque les parents de Nigel se sont mariés, son père n'était pas encore veuf et que donc ce mariage n'est pas valide, ce qui ferait ainsi de Lord Dolly le titulaire du titre. Pour prouver son bon droit, Nigel part en Suisse chercher les papiers de sa famille. Mais Callender y est arrivé avant lui. Lors d'une lutte entre eux deux, Callender fait une chute mortelle.

## Fiche technique
- Titre original : The Fatal Hour
- Réalisation : George W. Terwilliger
- Scénario : Julia Burnham, d'après la pièce The Marriages of Mayfair de Cecil Raleigh (en)
- Direction artistique : M. P. Staulcup
- Photographie : Louis J. Dunmyre
- Production : Maxwell Karger
- Société de production : Metro Pictures Corporation
- Société de distribution : Metro Pictures Corporation
- Pays de production :  États-Unis
- Langue originale : anglais
- Format : noir et blanc — 35 mm — 1,37:1 — Film muet
- Genre : Drame
- Durée : 6 bobines
- Date de sortie : 
  - États-Unis : 1er novembre 1920

## Distribution
- Thomas W. Ross : Jim Callender
- Wilfred Lytell : Nigel Villiers
- Francis X. Conlan : Lord Adolphus Villiers
- Lionel Pape : Duc d'Exmoor)
- Jack Crosby : Dudley
- Henry Hallam : Anthony
- Louis Sealey : Felix
- Frank Currier : le père supérieur
- Gladys Coburn : Dorothy Gore
- Thea Talbot : Bessie Bissett
- Jennie Dickerson : Mme Bissett
- Florence Court : Lily de Mario
- Marie Shaffer : Lady Margaret Villiers
- Effie Conley : Sally